# 盘石镇
盘石镇，是中华人民共和国贵州省铜仁市松桃苗族自治县下辖的一个乡镇级行政单位。

## 行政区划
盘石镇下辖以下地区：
臭脑村、黄连村、盘石村、当造村、响水洞村、十八箭村、禾梨坪村、仁广村、粑粑村、务乖村、桃谷坪村、芭茅村、过州村、邓现村、布妹村、代董村、水源村、大铅厂村、大坪土村和四龙山村。